# Jim's Atonement
Jim's Atonement è un cortometraggio muto del 1912 diretto da Edward LeSaint. Harry Pollard e Margarita Fischer, che nel film interpretano una coppia di coniugi, erano marito e moglie anche nella vita reale.

## Produzione
Il film fu prodotto dall'Independent Moving Pictures Co. of America (IMP).

## Distribuzione
Il film - un cortometraggio in una bobina - uscì nelle sale cinematografiche statunitensi il 13 maggio 1912, distribuito dalla Motion Picture Distributors and Sales Company.